# روسكو سميث
روسكو سميث (بالإنجليزية: Roscoe Smith)‏ مواليد 1 مايو 1991 في بالتيمور، هو لاعب كرة سلة أمريكي. بدأ مسيرته الاحترافية في سنة 2014. يلعب في دوري الرابطة الوطنية لفئة التطوير. يحمل الرقم 31. يبلغ طوله 6 قدم 9 بوصة (2.1 م). لعب مع لوس أنجلوس ديفيندرز ولوس أنجلوس ديفيندرز.

## إحصائيات المسيرة

### بطولات الدوري المحلية
| الموسم  | الفريق              | الدوري                            | لعب | دقيقة | ميداني% | ثلاثية | حرة  | ارتداد | صنع | SPG | تصدي | نقطة |
| ------- | ------------------- | --------------------------------- | --- | ----- | ------- | ------ | ---- | ------ | --- | --- | ---- | ---- |
| 2014-15 | لوس أنجلوس ديفيندرز | دوري الرابطة الوطنية لفئة التطوير | 49  | 35.7  | .549    | .265   | .730 | 11.0   | 1.0 | 1.0 | .7   | 18.1 |

## روابط خارجية
- روسكو سميث على موقع سبورتس رفرنس (الإنجليزية)
- روسكو سميث على موقع كرة السلة الأوروبية.كوم (الإنجليزية)
- روسكو سميث على موقع كلية كرة السلة في سبورتس رفرنس.كوم (الإنجليزية)
- روسكو سميث على موقع ريلجم (الإنجليزية)
- روسكو سميث على موقع بروبوليرز (الإنجليزية)
- روسكو سميث على موقع سبورتس رفرنس (الإنجليزية)
- روسكو سميث على موقع سبورتس رفرنس (الإنجليزية)